# عشق لکه‌دار
«عشق لکه‌دار» (به انگلیسی: Tainted Love) ترانه‌ای سرودهٔ اد کوب است که اولین بار در سال ۱۹۶۴ توسط گلوریا جونز اجرا و ضبط شد. این اجرا در سال ۱۹۶۵ به‌عنوان بی-ساید قطعهٔ «پسر نااهل من داره میاد خونه» منتشر شد که با شکست تجاری مواجه شد و از راه‌یابی به جدول‌های فروش بازماند. در سال ۱۹۷۶ جونز «عشق لکه‌دار» را دوباره ضبط کرد که در قالب یکی از تک‌آهنگ‌های آلبوم روباه منتشر شد اما این تلاش هم نتیجه‌ای نداشت و ترانه مورد توجه واقع نشد. او در مصاحبه‌ای گفته‌است که هیچ‌گاه این ترانه را دوست نداشته و احساس می‌کرده اثری نیست که بتواند معرف سبک خوانندگی او باشد. جونز (که دختر یک واعظ است) می‌گوید کلمهٔ «لکه‌دار» را نمی‌پسندیده و فکر می‌کرده ترانه مبتذل است.
در سال ۱۹۸۱ گروه انگلیسی سافت سل نسخه‌ای از این ترانه را بازخوانی کردند که به شهرت جهانی آن انجامید و بعد از آن‌ها هم به‌وسیلهٔ خواننده‌های متعدد دیگر از جمله مریلین منسون کاور شد. اجرای سافت سِل از «عشق لکه‌دار» در بیش از ۱۲ کشور به رده‌های بالای جدول‌های فروش موسیقی راه پیدا کرد. این اجرا در جدول تک‌آهنگ‌های بریتانیا برای دو هفته صدرنشین بود و تا سال ۲۰۱۷ بیش از ۱/۳۵۰/۰۰۰ نسخه در بریتانیا فروش داشته‌است. نسخهٔ منسون هم در زمان انتشارش تا ردهٔ پنجم آن جدول صعود کرد که تا به‌امروز هیچ ترانهٔ دیگری از او چنین جایگاهی در بریتانیا نداشته‌است.
مجلهٔ ان‌ام‌ئی در سال ۲۰۱۴ و در گزینش «۵۰۰ ترانهٔ برتر همهٔ زمان‌ها» این ترانه را در جایگاه ۳۰۵ فهرستش قرار داد.